# When Will I Be Famous?
"When Will I Be Famous?" es una canción de la boy band británica Bros escrita por Nicky Graham y Tom Watkins, "When Will I Be Famous?" fue lanzado como sencillo en noviembre de 1987. Al año siguiente, alcanzó el puesto número dos en la lista de singles del Reino Unido, encabezó la lista de singles irlandeses y entró entre los cinco primeros en varios otros países. "When Will I Be Famous?" más tarde aparecería en el álbum de 1988 de Bros, Push.
Rolling Stone clasificó la canción en el puesto 72 en su lista de las "75 mejores canciones de boy band de todos los tiempos" en 2020. En 2017, Dave Fawbert de ShortList incluyó esta canción en el número uno de su lista de los "mayores cambios clave en la historia de la música".